# يان فـان بيفيرين
يان فـان بيفيرين (بالهولندية: Jan van Beveren)‏ هو لاعب كرة قدم هولندي في مركز حراسة المرمى، ولد في 5 مارس 1948 في أمستردام في هولندا، وتوفي في 26 يونيو 2011 في بومونت في الولايات المتحدة. شارك مع منتخب هولندا لكرة القدم. أما مع النوادي، فقد لعب مع سبارتا روتردام وفورت لودردايل سترايكرز ونادي آيندهوفن.

## وصلات خارجية
- يان فـان بيفيرين على موقع قاعدة بيانات كرة القدم.إي يو (الإنجليزية)
- يان فـان بيفيرين على موقع ناشيونال فوتبول تيمز (الإنجليزية)